# Women's Studies International Forum
Women's Studies International Forum és una revista acadèmica bimensual revisada per parells que cobreix la investigació feminista en l'àrea dels estudis de les dones i altres disciplines. La revista està publicada per Elsevier i la seva editora en cap és Kalwant Bhopal, de la Universitat de Birmingham. La revista es va fundar el 1978 com a Women's Studies International Quarterly, canviant al seu nom actual el 1982.